# パーヴェル・メドヴェージェフ
パーヴェル・ニコラーエヴィチ・メドヴェージェフ（ロシア語: Павел Николаевич Медведев, ラテン文字転写: Pavel Nikolaevich Medvedev、1892年1月4日（ユリウス暦1891年12月23日）- 1938年7月17日）は、ソビエト連邦の文芸学者。バフチン・サークルの一員。サンクトペテルブルク出身。
ペトログラード大学法学部卒業。第一次世界大戦に従軍。1917年労働者大学の学長としてヴィテプスクに赴任。この頃雑誌「芸術」の発行人となる。1922年にペトログラードの国立出版所の文学芸術部門に就職（のちに、同所レニングラード支部の長となる）。同年より1924年まで演劇雑誌「ガイデプーロフとスカルスカヤの巡回大衆劇団のノート」を編集。また、野外教育博物館でも地位を得る。1925年雑誌「星」の定期執筆者となる。1927年にゲルツェン師範学校の講師となり、20世紀文学およびソビエト文学を講義。1933年『作家の実験室にて』を公刊。同年、レニングラード歴史言語インスティテュートの正教授となる。1938年3月に秘密警察により逮捕され、7月17日に銃殺刑に処された。逮捕の理由は現在も不明である。